# Einbürgerungstestverordnung
Die Verordnung zu Einbürgerungstest und Einbürgerungskurs (Einbürgerungstestverordnung – EinbTestV) vom 5. August 2008 ist eine Rechtsverordnung der Bundesrepublik Deutschland. Die Bundesregierung bzw. das Bundesministerium des Innern ist durch § 10 Abs. 7 Staatsangehörigkeitsgesetz ermächtigt worden, diese Verordnung zu erlassen. Veröffentlicht wurde die Einbürgerungstestverordnung im Bundesgesetzblatt am 8. August 2008 (BGBl. I S. 1649). Sie trat am 1. September 2008 in Kraft und wurde zuletzt am 18. März 2013 gerändert.
Die Verordnung regelt die bundeseinheitliche Durchführung von Einbürgerungstests.
Als Anlage umfasst die Verordnung einen Katalog von Fragen. 300 Fragen beziehen sich auf die Bundesrepublik und sind bundeseinheitlich, jeweils zehn Fragen für jedes Bundesland vervollständigen den in der Anlage aufgeführten Fragenkatalog zu der Verordnung.